# Paton S1
La Paton S1 è una motocicletta sportiva stradale prodotta dalla casa costruttrice italiana Paton nel 2014.

## Sviluppo
Dopo aver sviluppato per decenni motociclette da competizione, l'azienda di Settimo Milanese ha deciso di mettere in produzione un modello stradale, denominato S1 ("Stradale 1"). La realizzazione artigianale della moto, i volumi di produzione ridotti (meno di 100 esemplari all'anno) e l'uso di componentistica di elevata qualità ne fanno una moto per un pubblico di facoltosi appassionati.  Nel 2017 la Paton S1 viene rivista ed aggiornata, nasce la versione S1-R Lightweight, ora prodotta nella nuova sede di Cassinetta di Lugagnano. La moto viene esposta al Salone di Milano Eicma 2017.

## Tecnica
Il design del mezzo è rétro e riprende le classiche moto sportive degli anni sessanta, fatta eccezione per il cupolino tondeggiante. Il propulsore che la equipaggia è un bicilindrico derivato dalla Kawasaki ER-6n dalla potenza di 72 CV e con coppia di 64 Nm. Il serbatoio può contenere 16 litri di carburante mentre i cerchi a raggi sono da 17", accoppiati a pneumatici con misure 120/70 all'anteriore e 160/60 al posteriore. Il telaio è tubolare in acciaio mentre le sospensioni regolabili sono fornite dalla Ohlins. Come le moto dell'epoca a cui si ispira, la Paton S1 è dotata di una coppia di ammortizzatori posteriori in luogo del monoammortizzatore accoppiato a un leveraggio progressivo, oramai di uso comune sulle moto sportive attuali.
La lunghezza è di 1.980 mm, mentre la larghezza è di soli 680 mm, con la sella posta a 810 mm da terra. Il peso è di 158 kg, 45 kg meno della moto giapponese da cui prende il propulsore.
La Paton S1-R Lightweight 2017/18, versione destinata alle corse, eroga una potenza massima di oltre 100 CV

## Versioni
Della Paton S1 esistono quattro versioni, che differiscono tra di loro per le sospensioni adottate e per piccoli altri dettagli, la "standard", la "Classic TT", la "PEP Memorial" e la "First Factory Signature".
Nell'anno 2017 la Paton S1 subisce delle migliorie tecniche e nasce la nuova versione S1-R Lightweight, una moto pronto gara per gareggiare al Tourist Trophy. La moto è dotata di componentistica al top della categoria: forcelle Ohlins, freni Brembo, cerchi forgiati OZ ed impianti di scarico SC-Project.
Nell'anno 2018 la Paton S1-R Lightweight subisce ulteriori aggiornamenti tecnici al motore, all'air-box, all'impianto di scarico e all'elettronica. Nuovi sviluppi aerodinamici alla carenatura ed al codone permettono un incremento in velocità massima.

## Competizioni
La Paton S1 ha trovato impiego nelle gare della classe Lightweight al Tourist Trophy dell'Isola di Man, riservate a moto spinte da motori bicilindrici a quattro tempi con cilindrata massima di 650 cm³.
Nell'edizione del 2014 il pilota Oliver Linsdell ottiene il sesto posto, mentre l'anno successivo la moto riesce a salire sul podio, ottenendo il terzo posto con Michael Rutter.
Nel Tourist Trophy 2016 il pilota italiano Stefano Bonetti ottiene il quinto posto su Paton S1 nella classe Lightweight
Nel Tourist Trophy 2017 il pilota Michael Rutter ottiene il primo posto su Paton S1 nella classe Lightweight. 
Nel Tourist Trophy 2018 il pilota Michael Dunlop ottiene il primo posto su Paton S1-R Lightweight nella classe Lightweight, terzo classificato il pilota Michael Rutter e quarto classificato il pilota Stefano Bonetti, entrambi su Paton S1-R Lightweight 